# ATP-toernooi van Marseille
De Open 13 Provence of het ATP-toernooi van Marseille is een jaarlijks tennistoernooi voor de mannen dat wordt gespeeld in het Franse Marseille. Het toernooi vindt plaats in februari. Het toernooi valt in de categorie ATP World Tour 250.
Het toernooi wordt gespeeld op hardcourt in Palais des Sports de Marseille. Het Centre court biedt plaats aan 5800 toeschouwers. Het nummer 13 staat voor het zonenummer van het Franse departement Bouches-du-Rhône waarvan Marseille de hoofdstad is.

## Geschiedenis
Het toernooi begon in 1993 en was een project van ex-tennisser Jean-François Caujolle.
De Zwitser Marc Rosset won de eerste twee edities. Hij deelt het recordaantal van 3 zeges met de Zweed Thomas Enqvist en de Fransman Jo-Wilfried Tsonga.

## Finales

### Enkelspel
| Datum      | Winnaar                | Verliezend finalist   | Uitslag          |         |
| ---------- | ---------------------- | --------------------- | ---------------- | ------- |
| 01-02-1993 | Marc Rosset (1)        | Jan Siemerink         | 6-2, 7-6         | Details |
| 31-01-1994 | Marc Rosset (2)        | Arnaud Boetsch        | 7-6, 7-6         | Details |
| 06-02-1995 | Boris Becker           | Daniel Vacek          | 6-7, 6-4, 7-5    | Details |
| 12-02-1996 | Guy Forget             | Cédric Pioline        | 7-5, 6-4         | Details |
| 10-02-1997 | Thomas Enqvist (1)     | Marcelo Ríos          | 6-4, 1-0, opgave | Details |
| 02-02-1998 | Thomas Enqvist (2)     | Jevgeni Kafelnikov    | 6-4, 6-1         | Details |
| 01-02-1999 | Fabrice Santoro        | Arnaud Clément        | 6-3, 4-6, 6-4    | Details |
| 07-02-2000 | Marc Rosset (3)        | Roger Federer         | 2-6, 6-3, 7-6    | Details |
| 12-02-2001 | Jevgeni Kafelnikov     | Sébastien Grosjean    | 7-6, 6-2         | Details |
| 11-02-2002 | Thomas Enqvist (3)     | Nicolas Escudé        | 6-7, 6-3, 6-1    | Details |
| 10-02-2003 | Roger Federer          | Jonas Björkman        | 6-2, 7-6         | Details |
| 23-02-2004 | Dominik Hrbatý         | Robin Söderling       | 4-6, 6-4, 6-4    | Details |
| 07-02-2005 | Joachim Johansson      | Ivan Ljubičić         | 7-5, 6-4         | Details |
| 13-02-2006 | Arnaud Clément         | Mario Ančić           | 6-4, 6-2         | Details |
| 12-02-2007 | Gilles Simon           | Marcos Baghdatis      | 6-4, 7-6(3)      | Details |
| 11-02-2008 | Andy Murray            | Mario Ančić           | 6-3, 6-4         | Details |
| 16-02-2009 | Jo-Wilfried Tsonga (1) | Michaël Llodra        | 7-5, 7-6         | Details |
| 15-02-2010 | Michaël Llodra         | Julien Benneteau      | 6-3, 6-4         | Details |
| 14-02-2011 | Robin Söderling        | Marin Čilić           | 6-7(8), 6-3, 6-3 | Details |
| 20-02-2012 | Juan Martín del Potro  | Michaël Llodra        | 6-4, 6-4         | Details |
| 18-02-2013 | Jo-Wilfried Tsonga (2) | Tomáš Berdych         | 3-6, 7-6(6), 6-4 | Details |
| 17-02-2014 | Ernests Gulbis         | Jo-Wilfried Tsonga    | 7-6(5), 6-4      | Details |
| 16-02-2015 | Gilles Simon           | Gaël Monfils          | 6-4, 1-6, 7-6(4) | Details |
| 15-02-2016 | Nick Kyrgios           | Marin Čilić           | 6-2, 7-6(3)      | Details |
| 20-02-2017 | Jo-Wilfried Tsonga (3) | Lucas Pouille         | 6-4, 6-4         | Details |
| 25-02-2018 | Karen Chatsjanov       | Lucas Pouille         | 7-5, 3-6, 7-5    | Details |
| 24-02-2019 | Stéfanos Tsitsipás (1) | Michail Koekoesjkin   | 7-5, 7-6(5)      | Details |
| 23-02-2020 | Stéfanos Tsitsipás (2) | Félix Auger-Aliassime | 6-3, 6-4         | Details |
| 14-03-2021 | Daniil Medvedev        | Pierre-Hugues Herbert | 6-4, 6-7(4), 6-4 | Details |
| 20-02-2022 | Andrej Roebljov        | Félix Auger-Aliassime | 7-5, 7-6(4)      | Details |
| 26-02-2023 | Hubert Hurkacz         | Benjamin Bonzi        | 6–3, 7–6(4)      | Details |
| 11-02-2024 | Ugo Humbert (1)        | Grigor Dimitrov       | 6–3, 6–4         | Details |
| 16-02-2025 | Ugo Humbert (2)        | Hamad Medjedovic      | 7–6(4), 6-4      | Details |

### Dubbelspel
| Datum      | Winnaars                                        | Verliezend finalisten                   | Uitslag              |         |
| ---------- | ----------------------------------------------- | --------------------------------------- | -------------------- | ------- |
| 01-02-1993 | Arnaud Boetsch Olivier Delaître                 | Ivan Lendl Christo Van Rensburg         | 6-3, 7-6             | Details |
| 31-01-1994 | Jan Siemerink Daniel Vacek                      | Martin Damm Jevgeni Kafelnikov          | 6-7, 6-4, 6-1        | Details |
| 06-02-1995 | David Adams Andrej Olchovski                    | Jean-Philippe Fleurian Rodolphe Gilbert | 6-1, 6-4             | Details |
| 12-02-1996 | Jean-Philippe Fleurian Guillaume Raoux          | Marius Barnard Peter Nyborg             | 6-3 6-2              | Details |
| 10-02-1997 | Thomas Enqvist Magnus Larsson                   | Olivier Delaître Fabrice Santoro        | 6-3, 6-4             | Details |
| 02-02-1998 | Donald Johnson Francisco Montana                | Mark Keil T.J. Middleton                | 6-4, 3-6, 6-3        | Details |
| 01-02-1999 | Maks Mirni Andrej Olchovski                     | David Adams Pavel Vízner                | 7-5, 7-6             | Details |
| 07-02-2000 | Simon Aspelin Johan Landsberg                   | Juan Ignacio Carrasco Jairo Velasco jr. | 7-6, 6-4             | Details |
| 12-02-2001 | Julien Boutter Fabrice Santoro (1)              | Michael Hill Jeff Tarango               | 7-6, 7-5             | Details |
| 11-02-2002 | Arnaud Clément (1) Nicolas Escudé               | Julien Boutter Maks Mirni               | 6-4, 6-3             | Details |
| 10-02-2003 | Sébastien Grosjean Fabrice Santoro (2)          | Tomáš Cibulec Pavel Vízner              | 6-1, 6-4             | Details |
| 23-02-2004 | Mark Knowles Daniel Nestor                      | Martin Damm Cyril Suk                   | 7-5, 6-3             | Details |
| 07-02-2005 | Martin Damm (1) Radek Štěpánek (1)              | Mark Knowles Daniel Nestor              | 7-6, 7-6             | Details |
| 13-02-2006 | Martin Damm (2) Radek Štěpánek (2)              | Mark Knowles Daniel Nestor              | 6-2, 6-7, [10-3]     | Details |
| 12-02-2007 | Arnaud Clément (2) Michaël Llodra (1)           | Mark Knowles Daniel Nestor              | 7-5, 4-6, [10-8]     | Details |
| 11-02-2008 | Martin Damm Pavel Vízner                        | Yves Allegro Jeff Coetzee               | 7-6, 7-5             | Details |
| 16-02-2009 | Arnaud Clément (3) Michaël Llodra (2)           | Julian Knowle Andy Ram                  | 3-6, 6-3, [10-8]     | Details |
| 15-02-2010 | Julien Benneteau (1) Michaël Llodra (3)         | Julian Knowle Robert Lindstedt          | 6-3, 6-4             | Details |
| 14-02-2011 | Robin Haase Ken Skupski                         | Julien Benneteau Jo-Wilfried Tsonga     | 6-4, 6-7(4), [13-11] | Details |
| 20-02-2012 | Nicolas Mahut (1) Édouard Roger-Vasselin (1)    | Dustin Brown Jo-Wilfried Tsonga         | 3-6, 6-3, [10-6]     | Details |
| 18-02-2013 | Rohan Bopanna Colin Fleming                     | Aisam-ul-Haq Qureshi Jean-Julien Rojer  | 6-4, 7-6(3)          | Details |
| 17-02-2014 | Julien Benneteau (2) Édouard Roger-Vasselin (2) | Paul Hanley Jonathan Marray             | 4-6, 7-6(6), [13-11] | Details |
| 16-02-2015 | Marin Draganja Henri Kontinen                   | Colin Fleming Jonathan Marray           | 6-4, 3-6, [10-8]     | Details |
| 15-02-2016 | Mate Pavić Michael Venus (1)                    | Jonathan Erlich Colin Fleming           | 6-2, 6-3             | Details |
| 20-02-2017 | Julien Benneteau (3) Nicolas Mahut (2)          | Robin Haase Dominic Inglot              | 6-4, 6-7(9), [10-5]  | Details |
| 25-02-2018 | Raven Klaasen Michael Venus (2)                 | Marcus Daniell Dominic Inglot           | 6-7(2), 6-3, [10-4]  | Details |
| 24-02-2019 | Jérémy Chardy Fabrice Martin                    | Ben McLachlan Matwé Middelkoop          | 6-3, 6-7(4), [10-3]  | Details |
| 23-02-2020 | Nicolas Mahut (3) Vasek Pospisil                | Wesley Koolhof Nikola Mektić            | 6-3, 6-4             | Details |
| 14-03-2021 | Lloyd Glasspool Harri Heliövaara                | Sander Arends David Pel                 | 7-5, 7-6(4)          | Details |
| 20-02-2022 | Denys Moltsjanov Andrej Roebljov                | Raven Klaasen Ben McLachlan             | 4-6, 7-5, [10-7]     | Details |
| 26-02-2023 | Santiago González Édouard Roger-Vasselin (3)    | Nicolas Mahut Fabrice Martin            | 4–6, 7–6(4), [10–7]  | Details |
| 11-02-2024 | Santiago González Édouard Roger-Vasselin        | Patrik Niklas-Salminen Emil Ruusuvuori  | 6–3, 6–4             | Details |
| 16-02-2025 | Tomáš Macháč Zhang Zhizhen                      | Sander Gillé Jan Zieliński              | 6–3, 6–4             | Details |

## Statistieken

### Meeste enkelspeltitels
| Aantal titels | Speler             | Jaren            |
| ------------- | ------------------ | ---------------- |
| 3             | Marc Rosset        | 1993, 1994, 2000 |
| 3             | Thomas Enqvist     | 1997, 1998, 2002 |
| 3             | Jo-Wilfried Tsonga | 2009, 2013, 2017 |
| 2             | Stéfanos Tsitsipás | 2019, 2020       |
| 2             | Ugo Humbert        | 2024, 2025       |

(Bijgewerkt t/m 2025)

### Meeste enkelspeltitels per land
| Aantal titels | Land        |
| ------------- | ----------- |
| 11            | Frankrijk   |
| 5             | Zweden      |
| 4             | Rusland     |
| 4             | Zwitserland |
| 2             | Griekenland |

(Bijgewerkt t/m 2025)

### Enkel- en dubbelspeltitel in hetzelfde jaar
| Tennisser       | Jaar |
| --------------- | ---- |
| Thomas Enqvist  | 1997 |
| Michaël Llodra  | 2010 |
| Andrej Roebljov | 2022 |